# Henry Jackman
Henry Jackman (*1974, Hillingdon, Spojené království) je britský skladatel filmové hudby.

## Životopis
Jkman studoval klasickou hudbu mimo jiné i na Eton College a Oxfordské univerzitě. Na počátku roku 2006 si ho povšiml Hans Zimmer, jeden z nejúspěšnějších filmových skladatelů. S ním Jackman spolupracoval například na filmech Šifra mistra Leonarda, Piráti z Karibiku: Truhla mrtvého muže, Prázdniny, Piráti z Karibiku: Na konci světa, Simpsonovi ve filmu, Kung Fu Panda, Hancock, Temný rytíř. V roce 2009 složil hudbu pro Monstra vs. Vetřelci . Byl to jeho první samostatně zkomponovaný soundtrack. Ten následovala hudba k filmům Gulliverovy cesty, Jindřich IV. Navarrský a filmu Matthewa Vaughna Kick-Ass. Ve spolupráci s Vaughnem pokračoval i ve filmu X-Men: První třída v roce 2011. V roce 2014 složil hudbu k filmu Captain America: Návrat prvního Avengera, Kingsman: Tajná Služba. v roce 2016 pak složil hudbu k pokračování Captain America: Občanská válka. V roce 2017 pak složil hudbu k Kingsman: Zlatý kruh. Jackman psal hudbu do zpráv CNN, BBC, do show Oprah Winfrey a pro Discovery Channel.